# ブリーカー・ストリート
座標: 北緯40度43分49秒 西経74度0分9秒 / 北緯40.73028度 西経74.00250度

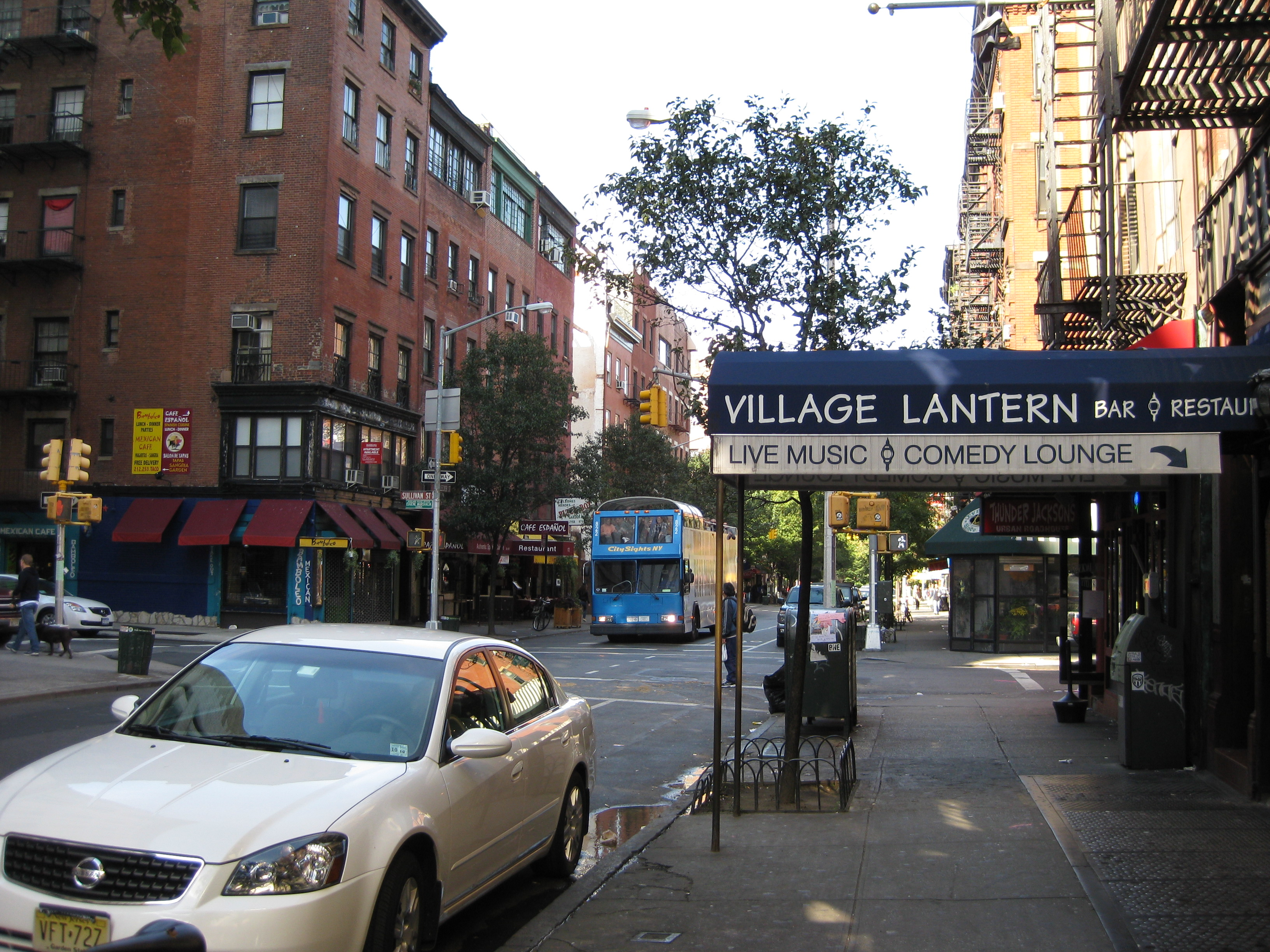
サリバン・ストリート近くのブリーカー・ストリート

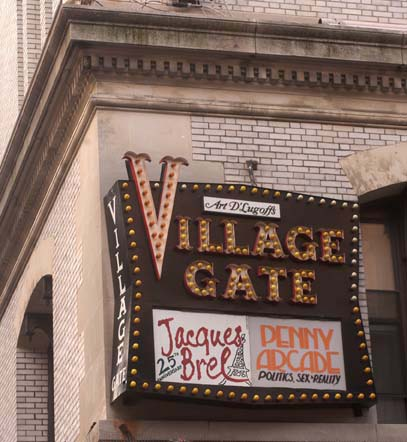
トンプソン・ストリートとブリーカー・ストリートの交差点にある:en:Village Gate。

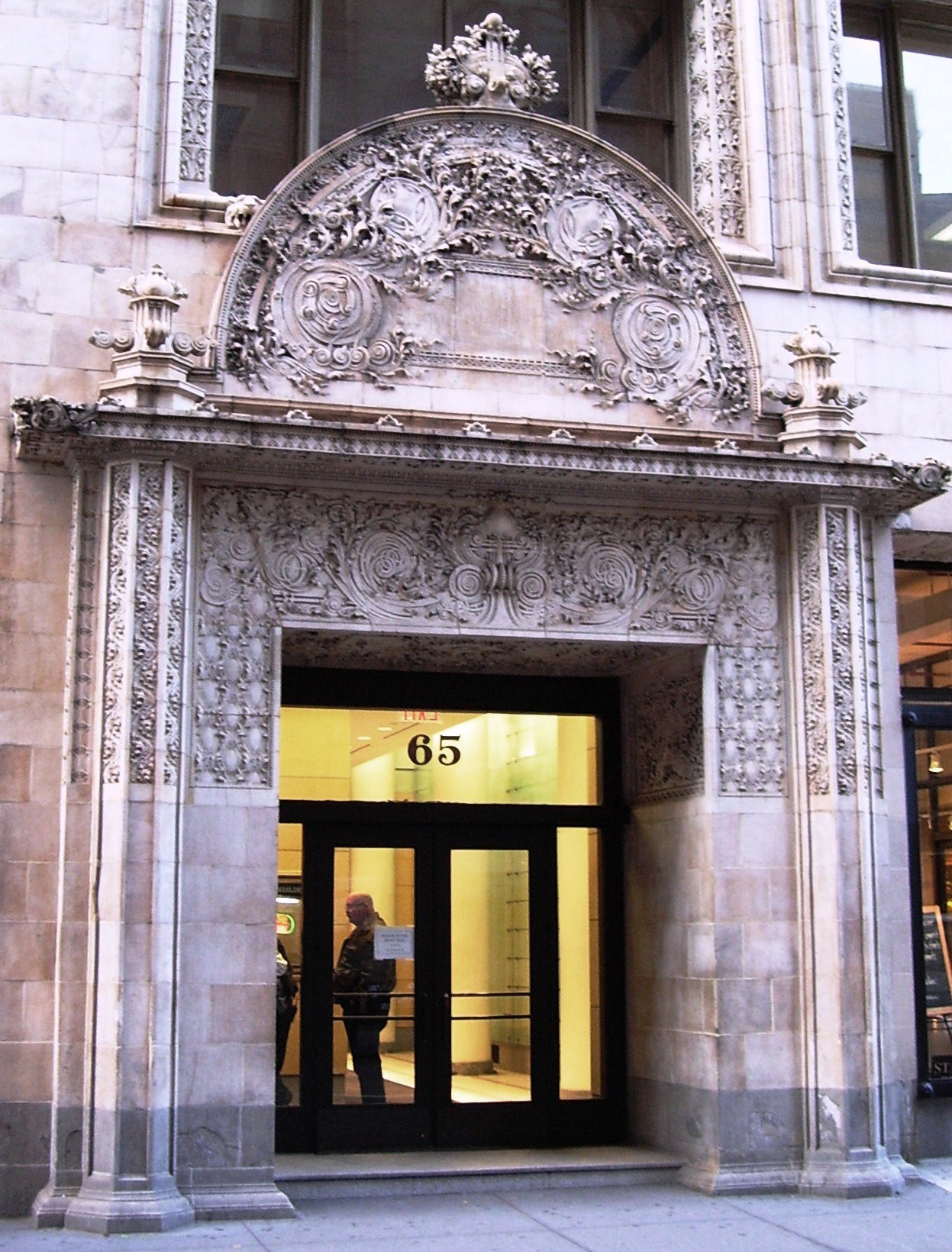
65 ブリーカー・ストリートに建つベイヤード＝コンディクト・ビル

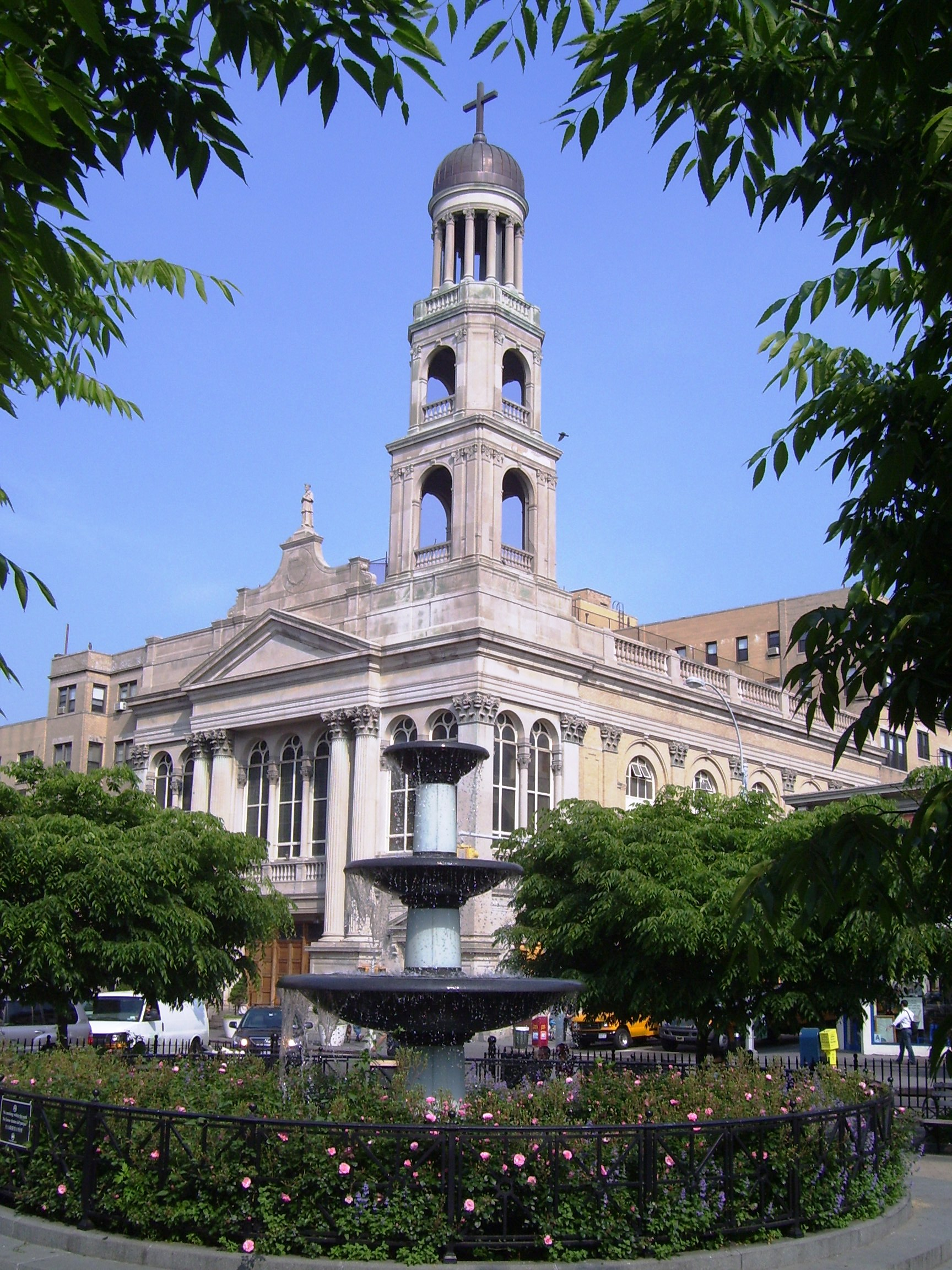
ポンペイの聖母教会。

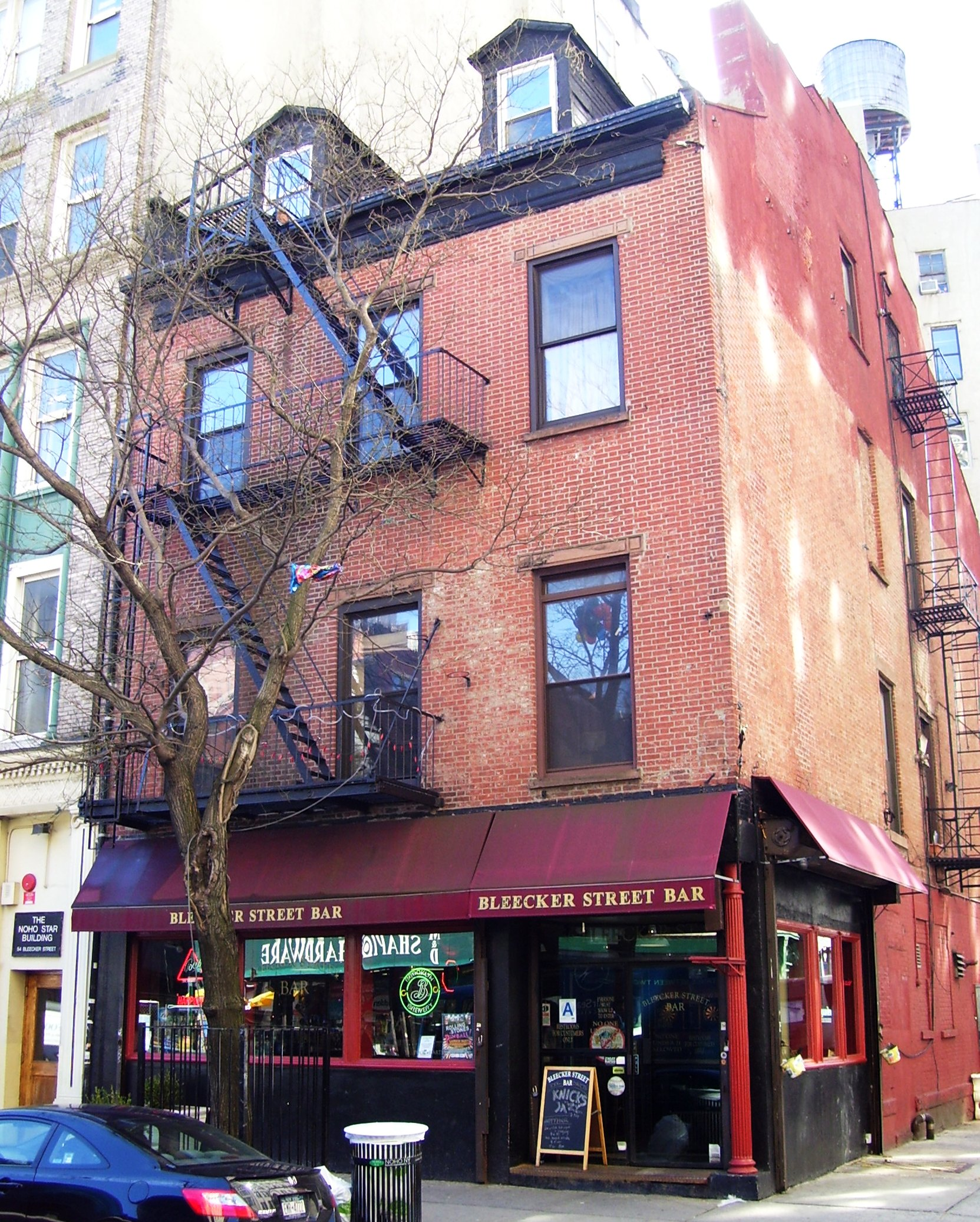
58 ブリーカー・ストリートに建つジェームズ・ルーズベルト・ハウス。

ブリーカー・ストリート (Bleecker Street) は、ニューヨーク市マンハッタン区を東西に走る通りである。この通りは、グリニッジ・ヴィレッジのナイトクラブ・ディストリクトとして有名である。この通りは、現在では音楽施設やコメディ劇場が有名であるが、かつてはアメリカン・ボヘミアの中心地として知られていた。
ブリーカー・ストリートは、その西端のアビングドン・スクエア（ウエスト・ヴィレッジ内の8番街とハドソン・ストリートの交差点）とその東端のバワリー（イースト・ヴィレッジとノーホーの境界）の間をつないでいる。車道は東行きの一方通行である。2007年12月初旬、自転車道がこの通り沿いに設置された。

## 歴史
ブリーカー・ストリートは、ブリーカー・ファミリーの農地内を走っていたことから、ファミリーによって一族の名前を取って名付けられた。1808年、アンソニー・ブリーカーおよび彼の妻は、ブリーカー・ストリートが走っている土地の大部分をニューヨーク市に譲渡した。
元々は、ブリーカー・ストリートの西端は6番街までしか延びていなかった。現在のアビングドン・スクエアまで北西に走る区間はHerring Streetと呼ばれていたが、1829年にブリーカー・ストリートと合併された。

## 交通機関
ブリーカー・ストリートには、4 6 <6> B D F <F> M 系統のブロードウェイ-ラファイエット・ストリート/ブリーカー・ストリート駅が所在する。
一ブロック北には 12 系統のクリストファー・ストリート-ストーンウォール駅が所在する。

## 名所

### 歴史建造物
- ベイヤード＝コンディクト・ビル（英語版）
- Our Lady of Pompeii Church, Carmine Street
- ワシントン・スクエア公園

### ナイト・スポット
- en:The Bitter End – 147 ブリーカー・ストリート
- The Back Fence – 155 ブリーカー・ストリート（トンプソン・ストリートとの交差点）
- en:(Le) Poisson Rouge – 158 ブリーカー・ストリート

### その他の名所
- マグノリアベーカリー – 401 ブリーカー・ストリート、『セックス・アンド・ザ・シティ』に出てきたカップケーキ店[2]

### かつての施設
- en:Cafe Wha? – ボブ・ディラン、ジミ・ヘンドリックス、ブルース・スプリングスティーン、クール・アンド・ザ・ギャング、ビル・コスビー、リチャード・プライヤーなどの有名ミュージシャンがキャリアをここから始めた音楽施設。
- CBGBクラブ – 2006年閉鎖。ブリーカー・ストリートの東端、バワリーとの角に所在していた。
- ブリーカー・ストリート・シネマ（英語版） – 1991年閉鎖。
- en:Cafe Au Go Go – 152 ブリーカー・ストリートにかつて所在したナイトクラブ。
- en:The Village Gate – 160 ブリーカー・ストリートにかつて所在したナイトクラブ。